# ソコロUFO事件
ソコロUFO事件（ソコロゆーふぉーじけん）とは、1964年4月24日17時45分にアメリカ合衆国ニューメキシコ州の郊外で起こったUFO遭遇事件である。「ロニー・ザモラ事件」とも呼ばれる。UFO搭乗者の目撃を伴う事件であり「第3種接近遭遇例」と識別された。

## 事件の概要
1964年4月24日のニューメキシコ州ソコロにて、当時、保安官であったロニー・ザモラ（Lonnie Zamora）は、町外れでスピード違反の車を追跡中に突然現れた轟音に注意を奪われた。それは大音響であり、最初は高いピッチで始まり、ゆっくりと低い音に変わっていった。やがて青色とオレンジ色の混ざる炎が出現するのが見え、近くにあるダイナマイト貯蔵庫で何か事件で起きたのでは、と危惧したザモラは、その方向に車を走らせた。奇妙なことに炎からは煙が一切立ち上がっていないようであった。
周りに見晴らしのきく丘の上に車を走らせたザモラは、前方150メートルの地点に、アルミニウムのように輝く物体を見つけた。輝く物体は卵型で、窓もドアもなく、側面には謎の赤いマークがついていた。物体からは二本の機械的な脚部が飛び出し、地面に接触していた。そしてザモラはその物体の隣に立つ「白い作業服に身を包んだ2人」を目撃した。物体からは聞いたことないような怪音が聞こえた。白い作業服の1人はザモラの出現に驚き飛び上がった様子だった。作業服の男が物体に乗り込むと、物体はこれまで聞いたこともないような轟音を発し始めた（その音はジェットエンジンの音ともまるで違っていた）。あまりの大音響に恐怖したザモラは、自分のメガネを落としながらも車を停めた位置から離れた場所にまで退避した。やがて物体は上空にゆっくりと飛び去った。
物体が飛び去った後の地面には焼け焦げた跡と、かなりの重量がある物体が残したと推定される四角い圧迫痕が残った。圧迫痕の下に置かれていた苗木には何の損傷もなかった。
この事件から数日間のうちに、アメリカ南西部ではUFO目撃の報告が急増した。

## 調査と研究
物体が飛び去った時点で、ザモラは無線で保安官事務所に応援を要請した。駆けつけたチャベス巡査部長はこの事件をFBIに報告した。チャベスによれば、目撃者のザモラはショックを受けているようで顔色が蒼白であった。やがて州や国の捜査当局もこの事件の調査に乗り出し、それに陸軍と空軍までもが加わった。
その後、ザモラが最初に見た青い光を同時刻に見たという報告がソコロ警察署に3件寄せられた。4月26日の午前3時頃には、オーランド・ギャレゴ一家により、ザモラの報告と全く同じ型のUFOがラマデラ（ソコロの300km北の地点）で目撃されている。ここでも警察は目撃地点で焼け跡と、地面の４つの着陸痕を発見した。UFO研究者レイ・スタンフォードの調査によれば、ザモラの目撃とほぼ同時刻か少し前に、卵型の物体が低高度をソコロ方面へ向かって移動していた、とアルバカーキのテレビ局に電話連絡があったという。
アメリカ空軍の公式UFO調査機関であるプロジェクト・ブルーブックの調査により、同時刻に近くにいたガソリンスタンドの客員が同様の物体を目撃していたことが判明した。客員は、卵型の物体が奇妙な低音を立てながら猛スピードで低空を飛んでいたと証言した（レイ・スタンフォードの調査によれば、彼らの車の真上数フィートを飛び去った、との事であった）。また、後の調査では同時刻に航空機やヘリコプターは飛行していない事が判明した。現場の土壌の分析結果からは、ジェットエンジンやロケットエンジンの場合に当然期待される化学推進燃料が検出されておらず、さらに当時の航空機の技術ではザモラが目撃したような垂直離陸や高速度飛行はありえないものであった。そしてザモラの描いた卵型の物体には飛翔に必要な羽や外部装置の類が一切、欠けていた。プロジェクト・ブルーブックは長年に渡って多種多様なUFO事件を収集し検証していたが、この事例はそうした事件の中でも「判別不能」とされ、かつ唯一「着陸」「痕跡」「搭乗者」を残す事例となった。
UFO懐疑派の研究者であるフィリップ・クラスは、この事件は地方産業を活性化させるためのでっちあげである、と主張した。しかし当時のアメリカ空軍プロジェクト・ブルーブックの長であったヘクター・キンタネラはその説を否定した。同じく懐疑主義者のドナルド・メンゼルは2つの説明を提示した。地元のティーンエイジャーによる精巧なイタズラであったか、または実際に起こった塵旋風であったかという説である。また 無人月探査計画のサーベイヤー説を唱える者も現れたが、この実験は午前中に行われており、ザモラの目撃は夕刻なので、これは当てはまらない。
飛行物体が飛び去った場所の小石には、微量の金属が付着していた。その金属がUFOの着陸脚の破片ではないかと考えたUFO民間研究者のレイ・スタンフォードは金属の調査をNASAに依頼した。分析を担当したのはNASAの宇宙船システム部部長ヘンリー・フランケルであった。フランケルは問題の金属が「亜鉛と鉄」の成分を持ち「自然界にはない物質」で出来ており「地球外からやってきた可能性」があると述べた。しかし金属片はスタンフォードのもとには返還されなかった。後日、NASAの宇宙船システム部はフランケル博士の結論を撤回し、問題の金属はどこにでもある「二酸化ケイ素であった」と述べた。この結論に対し、プロジェクト・ブルーブックの科学コンサルタントであったアラン・ハイネックは「亜鉛と鉄の合金を二酸化ケイ素と間違えるわけはない」とコメントし、当初のフランケル博士の研究結果を支持した。なお、アラン・ハイネックは元々UFOは自然現象の誤認であるという説を唱えていたが、この事件を調査した末に意見を撤回した。このソコロ事件において特筆すべきなのは、目撃者であるザモラの正直な人格や正確な識別能力への信頼性の高さであった。
ザモラが目撃したUFO側面のロゴマークの形については、錬金術のシンボルであり水銀や「狂った頭」、土星などを意味すると結論した研究もある。

### 熱気球説とその批判
2012年に入り、ソコロ事件はニューメキシコ工科大学の学生たちによるイタズラであったという報告が出た。ニューメキシコ工科大学のスターリング・コルゲートによれば、白い作業服に身を包んだ3～6名の学生が、花火によりゾモラを誘導し、警笛音と共に熱気球を打ち上げることでイタズラを遂行したという事であった。ザモラは目撃途中でメガネを紛失しているし、UFOの形を「気球のようだ」と表現している。そしてヘリコプター説や航空機説が否定されていた事から、元々そうした気球説は唱えられていた。
ザモラ本人は、目撃した物がアメリカ合衆国の秘密兵器であってくれればいいと望んでいた。また度重なる調査や取材に辟易したザモラは、後年になるとそれ以上の事件への関与を拒否した。